# Marie Wilson

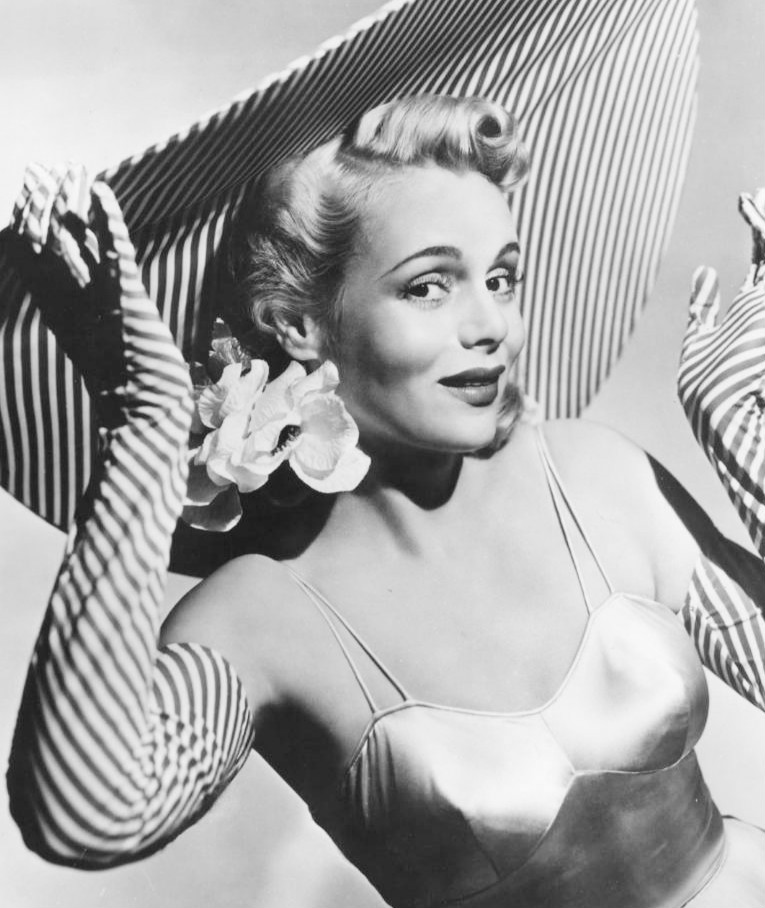
Marie Wilson, 1954.

Marie Wilson, född 19 augusti 1916 i Anaheim, Kalifornien, död 23 november 1972 i Hollywood, Kalifornien, var en amerikansk skådespelare. Wilson blev mycket känd i USA under 1940-talet och 1950-talet för showen My Friend Irma där hon gestaltade Irma Peterson, först i radio och sedan även i TV. Två filmer gjordes även med karaktären.
Wilson har tre stjärnor på Hollywood Walk of Fame för television, film och radio.

## Filmografi (i urval)
- 1934 – Det var två glada gesäller[4]
- 1936 – Satan Met a Lady
- 1937 – En natt på värdshuset
- 1944 – Musik för miljoner
- 1949 – Dårfinkar är vi allihopa
- 1962 – Herr Hobbs tar semester